# Jean-Claude Lecante
Jean-Claude Lecante (Saint-Ouen, 12 novembre 1934) è un ciclista su strada francese.

## Palmarès
- Giochi olimpici

Melbourne 1956: argento nell'inseguimento a squadre.